# Мирослав Радић
Мирослав Радић (Земун, 10. септембар 1962) је бивши официр ЈНА и један од команданата југословенских снага у бици за Вуковар. Радић је пред Хашким трибуналом оптужен за убиства хрватских заробљеника на пољопривредном добру Овчара крај Вуковара 1991.
Радић је дипломирао 1985. на Војној академији Југословенске народне армије у Сарајеву као пешадијски официр. Током битке за Вуковар имао је чин капетана и заповедао је пешадијској чети 1. батаљона 1. гардијске механизоване бригаде. Након битке за Вуковар напустио је војску и посветио се приватном послу. Добровољно се предао Хашком трибуналу априла 2003. Пресудом донетом 27. септембра 2007. године ослобођен је оптужби.